# 卡尔·海因
卡尔·海因（德語：Karl Hein，1908年6月11日—1982年7月10日），德国男子田径运动员，主攻链球。他曾代表德国参加1936年夏季奥林匹克运动会田径比赛，获得男子链球金牌。他于1982年去世，享年74岁。